# سلسلة (علم الحاسوب)
في المعلوماتية وبعض فروع الرياضيات، سلسلة الأغراض String (غالبا ما تكون سلسلة محارف) هي سلسلة من الأغراض أو الكائنات البسيطة. يتم اختيار هذه الكائنات من مجموعة محددة سلفا، ويميز كل عنصر من هذه السلسلة برمز أو شفرة code. غالبا ما يستخدم هذا النمط من بنى البيانات لتمثيل محارف characters قابلة للطباعة إضافة لشفرات تحكم المستخدمة معها، وهذا ما يميزها عن السلاسل المختلفة الطول من البيانات الثنائية.
عادة تكون سلاسل المحارف موجودة ضمن الشفرة المصدرية مباشرة بعد تضمينها بعلامتي اقتباس : "... ".